# Brattleby
Brattleby – wieś w Anglii, w hrabstwie Lincolnshire, w dystrykcie West Lindsey. Leży 10 km na północ od Lincoln i 204 km na północ od Londynu.